# Coffea mongensis
Coffea mongensis är en måreväxtart som beskrevs av Diane Mary Bridson. Coffea mongensis ingår i släktet Coffea och familjen måreväxter. Inga underarter finns listade i Catalogue of Life.